# Марк Берк
Марк Берк (англ. Mark Burke, нар. 12 лютого 1969, Соліхалл) — англійський футболіст, що грав на позиції півзахисника.
Виступав, зокрема, за клуби «Мідлсбро» та «Вулвергемптон».

## Ігрова кар'єра
Народився 12 лютого 1969 року в місті Соліхалл.
У дорослому футболі дебютував 1986 року виступами за команду «Астон Вілла», в якій провів один сезон, взявши участь у 7 матчах чемпіонату. 
Своєю грою за цю команду привернув увагу представників тренерського штабу клубу «Мідлсбро», до складу якого приєднався 1987 року. Відіграв за клуб з Мідлсбро наступні три сезони своєї ігрової кар'єри.
Згодом з 1990 по 1991 рік грав у складі команд «Дарлінгтон» та «Мідлсбро».
У 1991 році уклав контракт з клубом «Вулвергемптон», у складі якого провів наступні три роки своєї кар'єри гравця.  Більшість часу, проведеного у складі «Вулвергемптона», був основним гравцем команди.
Протягом 1994—2001 років захищав кольори клубів «Лутон Таун», «Порт Вейл», «Фортуна» (Сіттард), «Омія Ардія», «Рапід» (Бухарест) та «Броммапойкарна».
Завершив ігрову кар'єру у команді «Осс», за яку виступав протягом 2001—2002 років.